# Exército da Coroa
O Exército da Coroa (polonês: Armia koronna) era o ramo de serviço terrestre das forças militares da Coroa do Reino da Polônia na Comunidade Polaco-Lituana. Existiu desde o estabelecimento da federação em 1569 até a Terceira Partição da Polônia em 1795.  